# Communes de la ville métropolitaine de Catane
- Haut – A
- B
- C
- D
- E
- F
- G
- H
- I
- J
- K
- L
- M
- N
- O
- P
- Q
- R
- S
- T
- U
- V
- W
- X
- Y
- Z

## A
- Aci Bonaccorsi
- Aci Castello
- Aci Catena
- Aci Sant'Antonio
- Acireale
- Adrano

## B
- Belpasso
- Biancavilla
- Bronte

## C
- Calatabiano
- Caltagirone
- Camporotondo Etneo
- Castel di Judica
- Castiglione di Sicilia
- Catane

## F
- Fiumefreddo di Sicilia

## G
- Giarre
- Grammichele
- Gravina di Catania

## L
- Licodia Eubea
- Linguaglossa

## M
- Maletto
- Maniace
- Mascali
- Mascalucia
- Mazzarrone
- Militello in Val di Catania
- Milo
- Mineo
- Mirabella Imbaccari
- Misterbianco
- Motta Sant'Anastasia

## N
- Nicolosi

## P
- Palagonia
- Paternò
- Pedara
- Piedimonte Etneo

## R
- Raddusa
- Ragalna
- Ramacca
- Randazzo
- Riposto

## S
- San Cono
- San Giovanni la Punta
- San Gregorio di Catania
- San Michele di Ganzaria
- San Pietro Clarenza
- Sant'Agata li Battiati
- Sant'Alfio
- Santa Maria di Licodia
- Santa Venerina
- Scordia

## T
- Trecastagni
- Tremestieri Etneo

## V
- Valverde
- Viagrande
- Vizzini

## Z
- Zafferana Etnea